# Moridae

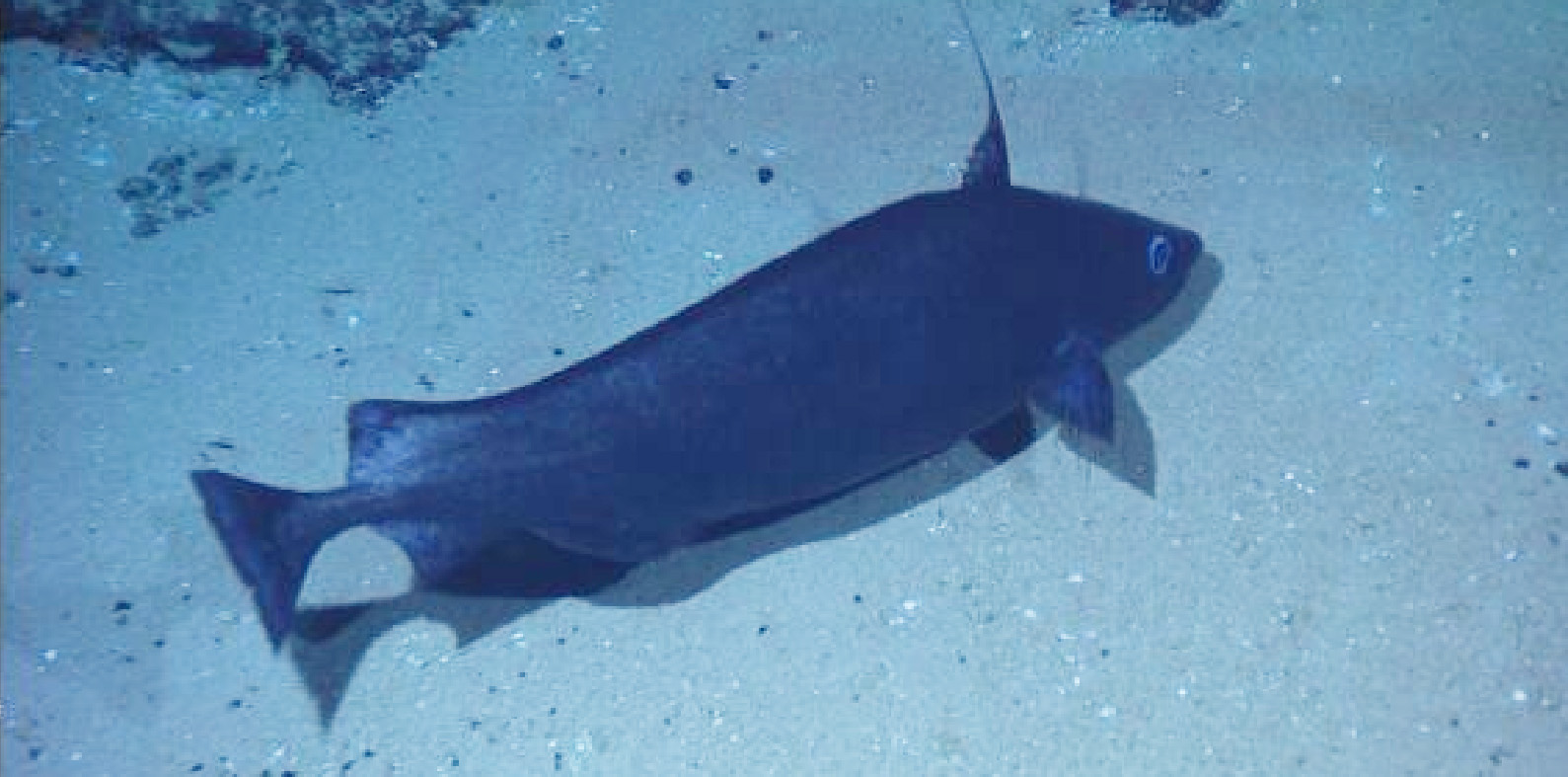
Brótola azul (Antimora rostrata).

Los carboneros y moras son la familia Moridae, peces marinos del orden Gadiformes distribuidos por todos los mares del planeta. Aparecen por primera vez en el registro fósil en el Oligoceno, a mitad del Terciario.

## Anatomía
Normalmente tienen una o dos aletas dorsales, raramente tres, mientras que aleta anal tienen una o dos; pueden tener o no bigotes en la barbilla; tienen dientes en la cabeza del hueso vómer, que es diminuto o está ausente; la vejiga natatoria está conectada a las cápsulas auditivas.

## Hábitat y forma de vida
Unas especies son pelágicas mientras que otras son bentopelágicas, distribuyéndose desde zonas costeras de aguas superficiales hasta aguas mar adentro de más de 2500 metros de profundidad.

## Géneros y especies
Existen unas 111 especies válidas, agrupadas en 18 géneros siguientes:
- Antimora (Günther, 1878) - Antimoras (2 especies)
- Auchenoceros (Günther, 1889) (1 especie)
- Eeyorius (Paulin, 1986) (1 especie)
- Eretmophorus (Giglioli, 1889) (1 especie)
- Gadella (Lowe, 1843) - Gadelas (13 especies)
- Guttigadus (Taki, 1953) (7 especies)
- Halargyreus (Günther, 1862) (1 especie)
- Laemonema (Günther, 1862) - Lemonemas y Carboneros (17 especies)
- Lepidion (Swainson, 1838) - Moras (9 especies)
- Lotella (Kaup, 1858) (6 especies)
- Mora (Risso, 1827) - Mora, Merluza canaria, Farol, Mollera moranella (1 especie)
- Notophycis (Sazonov, 2001) - Brótola de altura (2 especies)
- Physiculus (Kaup, 1858) - Carboneros y Molleras  (42 especies)
- Pseudophycis (Günther, 1862) (3 especies)
- Rhynchogadus (Tortonese, 1948) (1 especie)
- Salilota (Günther, 1887) - Bacalao criollo, Brótola brava o Bacalao austral (1 especie)
- Svetovidovia (Cohen, 1973) (1 especie)
- Tripterophycis (Boulenger, 1902) (2 especies)